# Sinfonía n.º 13 (Haydn)

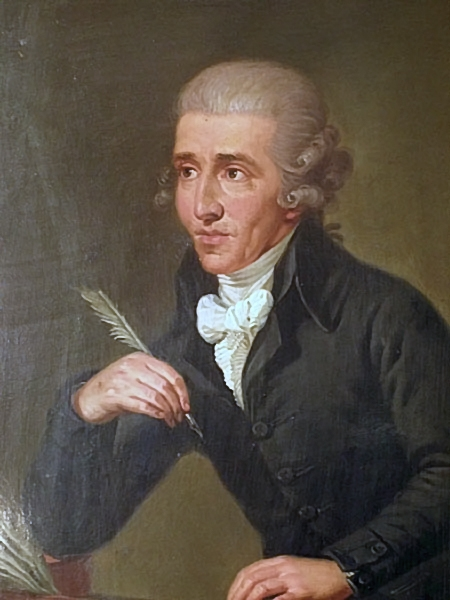
Haydn hacia 1770.

La Sinfonía n.º 13 en re mayor, Hob. I:13 fue compuesta por Joseph Haydn en 1763, durante su etapa al servicio del príncipe Nicolás Esterházy.

## Historia

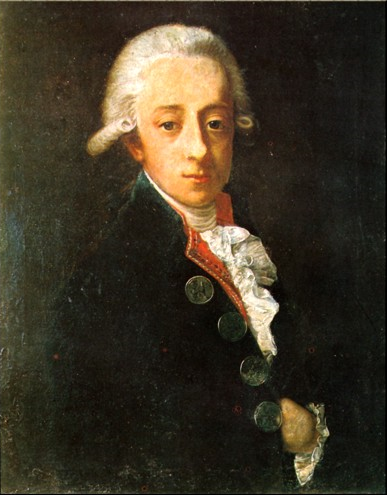
Nicolás Esterházy en 1762.

La producción sinfónica del maestro austríaco puede dividirse a grandes rasgos en tres bloques temporales: el primer bloque (1757-1761) se corresponde con su periodo al servicio del conde Carl von Morzin (n.º 1 - n.º 5); el segundo bloque en la corte Esterházy (1761-1790 pero con la última sinfonía para el público de Esterházy en 1781); y el tercer bloque (1782-1795) comprende las Sinfonías de París (n.º 82 - n.º 87) y las Sinfonías de Londres (n.º 93 - n.º 104). El 1 de mayo de 1761 el compositor firmó su contrato como vice-kapellmeister (más tarde kapellmeister) de la familia Esterházy, que nominalmente duró 48 años, hasta su muerte.
La composición de esta pieza se desarrolló en 1763. Se conserva el manuscrito autógrafo fechado en ese año, que en la actualidad se conserva en la Biblioteca Nacional de Budapest. Por aquel entonces el compositor tenía 31 años y estaba al servicio de la familia Esterházy. En concreto esta pieza la escribió para la orquesta del príncipe Nicolás Esterházy en Eisenstadt. Durante ese mismo año compuso otras dos sinfonías: la Sinfonía n.º 12 y la Sinfonía n.º 40.

## Instrumentación
La partitura está escrita para una orquesta formada por:
- Viento madera: 1 flauta, 2 oboes, 1 fagot.
- Viento metal: 4 trompas.
- Percusión: timbales.
- Cuerda: una sección de cuerdas con 2 violines, viola, violonchelo y contrabajo.
- Teclado: clavecín como bajo continuo.

Por aquel entonces una sinfonía se solía escribir para 2 oboes, 2 trompas y cuerdas, pero la orquesta de Eisenstadt había contratado dos nuevos trompas, por lo que Haydn escribió para un conjunto mayor. En el segundo movimiento se incluye un violonchelo solista. La parte para timbales que figura en la partitura autógrafa no fue escrita por Haydn, sino que fue añadida más tarde con una pluma más gruesa y con una tinta marrón más clara que el resto de la partitura. También se añadieron el nombre "Timpano" al inicio de la obra, la clave, la indicación de compás, las barras de compás, las barras finales y los signos de repetición. En el catálogo Breitkopf de 1767, no se menciona ninguna parte de timbales al citar esta sinfonía. En algunas transcripciones la instrumentación se ha cambiado a dos trompas y dos trompetas, probablemente de acuerdo con las circunstancias locales. La parte de los timbales “ciertamente no proviene de Haydn, pero podría haber sido aprobada por él.”
En aquella época se solía emplear un fagot para amplificar la voz del bajo, incluso sin una notación separada. En cuanto a la participación del clavecín como bajo continuo en las sinfonías de Haydn existen diversas opiniones entre los estudiosos: James Webster se sitúa en contra; Hartmut Haenchen a favor; Jamie James en su artículo para The New York Times presenta diferentes posiciones por parte de Roy Goodman, Christopher Hogwood, H. C. Robbins Landon y James Webster. A partir de 2019 la mayor parte de las orquestas con instrumentos modernos no utiliza el clavecín como continuo. No obstante, existen grabaciones con clavecín en el bajo continuo realizadas por: Trevor Pinnock (Sturm und Drang Symphonies, Archiv, 1989-1990); Nikolaus Harnoncourt (n.º 6–8, Das Alte Werk, 1990); Sigiswald Kuijken (incluidas las Sinfonías de París y Londres; Virgin, 1988-1995); Roy Goodman (Ej. n.º 1-25, 70-78, 82-87; Hyperion, 2002).

## Estructura y análisis
La sinfonía consta de cuatro movimientos:
- I. Allegro molto, en re mayor 4
4
- II. Adagio cantabile, en sol mayor 4
4
- III. Menuet, en re mayor – Trio, en sol mayor 3
4
- IV. Finale. Allegro molto, en re mayor 2
4

La interpretación de esta obra dura aproximadamente entre 20 y 25 minutos.  

### I.Allegro molto
El primer movimiento, Allegro molto, está escrito en la tonalidad de re mayor, en compás de 4/4 y sigue la forma sonata. Empieza con acordes sostenidos por los vientos y las cuerdas tocando una simple figura basada en un arpegio. La estructura puede considerarse de forma sonata, con una repetición de la primera mitad en la tónica y modulando a la mayor. La segunda mitad empieza con el desarrollo del material oído con anterioridad (pasando por si menor). Le sigue una recapitulación de la primera mitad, ahora totalmente en la tónica y la segunda mitad también se repite. Hay un pequeño segundo sujeto: siguiendo el cambio de tonalidad, la música se basa en simples escalas.

### II.Adagio cantabile
El segundo movimiento, Adagio cantabile, está en sol mayor y en compás de 4/4. Contiene un solo de violonchelo que interpreta una melodía acompañado por acordes simples por parte del resto de las cuerdas. Los vientos no tocan en este movimiento, lo cual se denomina tacet. En la época de Haydn, la parte del violonchelo sería interpretada por, Joseph Weigl, que era el violonchelista principal de la orquesta de Eistenstadt.

### III.Menuet–Trio
El tercer movimiento, Menuet – Trio, está en re mayor y el trío en sol mayor, en compás de 3/4 y adopta una forma ternaria de minueto con trío. Se caracteriza por el prominente papel de la flauta.

### IV.Finale.Allegro molto
El cuarto y último movimiento, Finale. Allegro molto, retoma la tonalidad inicial, el compás es 2/4 y sigue la forma sonata. Está basado en una figura de cuatro notas que parece presagiar el Finale de la Sinfonía Júpiter de Mozart. La figura, que aparece en varias tonalidades por todo el movimiento, recibe un tratamiento similar al de una fuga. Cerca de la conclusión se escucha en las cuerdas en stretto, es decir, superponiendo las entradas de tal manera que una nueva entra antes de que la anterior haya acabado.